# Tristia
Les Tristia ("dolors" o "lamentacions") són una col·lecció de cartes escrites en dístics elegíacs pel poeta Ovidi durant el seu exili de Roma. Malgrat els cinc llibres on es lamenta de la seva sort per la seva destinació, la causa per la qual August va exiliar l'any 8 al Pont un dels poetes llatins més ben considerats segueix essent un misteri.
A part de les Tristia, Ovidi va escriure una altra col·lecció de cartes elegíaques durant el seu exili, les Epistulae ex Ponto. Va estar-se durant molts anys a Tomis i va morir sense haver tornat mai a Roma.

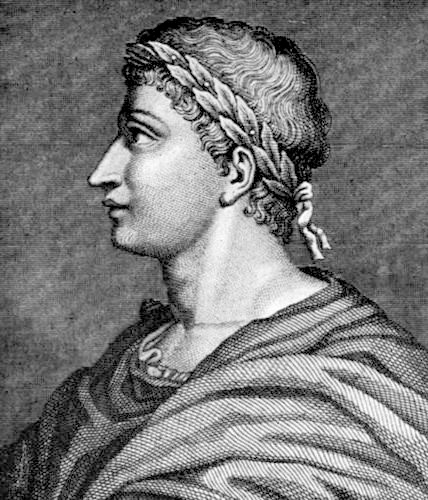
Ovidi, de Luca Signorelli

## Poemes
El primer volum va ser escrit durant la seva estada a l'exili. Es dirigeix a la seva esposa, als seus amics (tant als fidels com als falsos) i a les seves obres del passat, especialment a les Metamorfosis. La introducció i la dedicació, que avisen sobre els perills de la seva destinació, van ser, segurament, l'últim que va escriure.
El segon volum pren la forma d'una súplica a August per acabar amb l'infeliç exili provocat pel famós carmen et error. Mai no deixa del tot clar l'origen de l'error, tot i que s'ha especulat que potser té alguna cosa a veure amb els rumors o, més ben dit, descobriments de l'adulteri de la filla d'August, Júlia. Defensa la seva obra i la seva vida amb el mateix vigor, apel·lant els molts poetes que havien escrit sobre els mateixos temes que ell, entre altres Anacreont, Safo, Valeri Cató i, fins i tot, Homer.
La súplica no va tenir èxit, Ovidi viuria la resta dels seus anys entre els getes tracis. Els últims tres llibres de Tristia es fan més foscos així que l'autor envelleix, i s'adona que mai més retornarà a casa. Va arribar al punt d'escriure el seu epitafi:
| «                 | Jo que em quedo aquí, dolç Ovidi, poeta de les passions tendres, Vaig ser víctima del meu propi enginy. Transeünt, si alguna vegada has estat enamorat, no em tinguis rancor de la tradicional oració: "Potser els ossos d'Ovidi descansen en pau" | » |
| — Ovidi, epitafi. | |   |

L'última part del llibre s'adreça a la seva dona, lloant la seva lleialtat durant els seus anys d'exili i desitjant que ella sigui recordada mentre es llegeixin els seus llibres.